# 188 Brygada Pancerna
188 Brygada Pancerna (hebr. חטיבה 188, nazywana עוצבת ברק, Barak; pol. Błyskawica) – pancerny związek taktyczny Sił Obronnych Izraela. Brygada podlega Dowództwu Północnemu.

## Historia
Brygada swoimi tradycjami sięga do 2 Brygady Karmeli, która walczyła podczas wojny o niepodległość w 1948. Była to brygada piechoty. Po wojnie została przekształcona w 18 Brygadę Carmeli. Podczas kryzysu sueskiego w 1956 brygada nie wzięła udziału w działaniach bojowych i zabezpieczała granicę z Jordanią. Doświadczenia tej wojny wskazywały na dużą skuteczność wojsk zmechanizowanych, dlatego brygadę przekształcono w 45 Brygadę Pancerną (Barak). Proces szkolenia został ukończony w 1962. Nowa brygada składała się z batalionu czołgów, dwóch batalionów piechoty zmechanizowanej, batalionu wsparcia artyleryjskiego i jednostki rozpoznania. W wojnie sześciodniowej w 1967 brygada wkroczyła do Samarii, zabezpieczając rejon miast Dżanin i Nablus, a następnie przeszła w okolicę miasta Jerycho.
W kwietniu 1969 brygada przeszła kolejną reorganizację, otrzymując przy tym numer 188 Brygady Pancernej. Na jej uzbrojenie weszły czołgi Szot. Podczas wojny na wyczerpanie (1967–1970) brygada wzięła udział w operacji, której celem był atak na syryjskie pozycje na Wzgórzach Golan (26 czerwca 1970) zadając ciężkie straty Syryjczykom. Brygada poniosła najcięższe straty podczas wojny Jom Kipur w 1973. Stawiła ona opór dziesięciokrotnie liczniejszym nacierającym syryjskim oddziałom pancernym. W ciężkich starciach na Wzgórzach Golan straciła 112 żołnierzy, w tym dowódcę. Brygada została wówczas niemal całkowicie zniszczona.
Podczas wojny libańskiej w 1982 brygada wkroczyła do Libanu i nacierała wzdłuż wybrzeża. Zdobyła miasto Sydon, a następnie toczyła walki w obozach palestyńskich uchodźców na południe od Bejrutu. Potem została przegrupowana na wschód, aby stawić czoła wojskom syryjskim, po czym wzięła udział w oblężeniu Bejrutu, zdobywając port lotniczy Bejrut. W następnych latach brygada zabezpieczała do 2000 tzw. „strefę bezpieczeństwa” w południowym Libanie. W 1992 na jej uzbrojenie weszły czołgi Merkawa Mk 3.

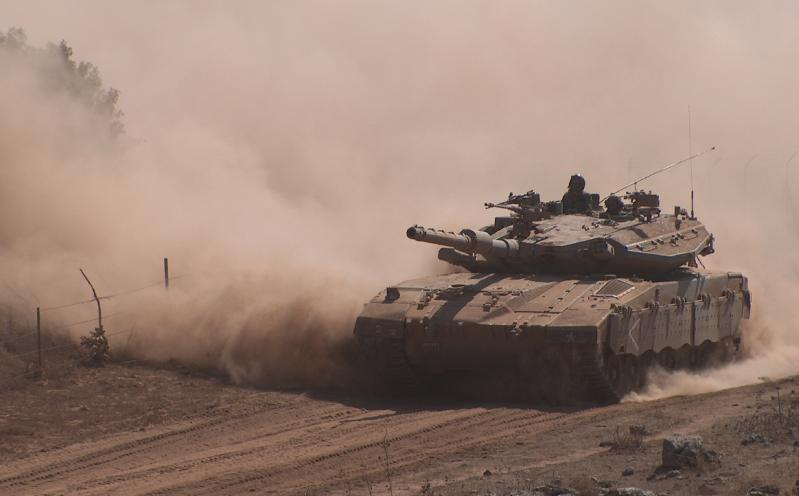
Czołg Merkawa Mk 3 Baz

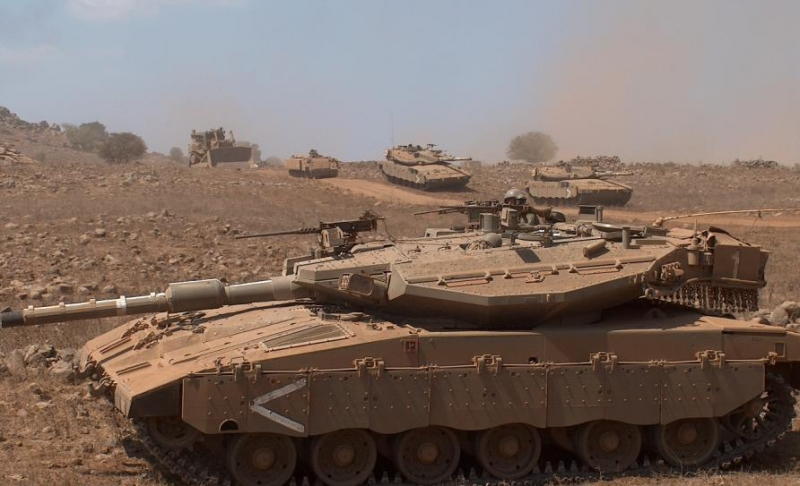
Czołgi Merkawa Mk 3 Baz

Wraz z wybuchem intifady Al-Aksa w 2000, brygada wzięła udział w operacjach antyterrorystycznych w Autonomii Palestyńskiej. Podczas ewakuacji osiedli żydowskich ze Strefy Gazy w 2005 żołnierze brygady wzięli udział w zabezpieczeniu osiedli Tel Katif, Kefar Darom, Atzmona i Sa-Nur. Następnie jeden z batalionów pozostał w rejonie Strefy Gazy i uczestniczył w operacji Płynny Ołów w 2008. Pozostała część brygady powróciła na Wzgórza Golan. Podczas II wojny libańskiej w 2006 dwa bataliony brygady działały głęboko w terytorium południowego Libanu.

## Struktura
188 Brygada Pancerna wchodzi w skład 36 Dywizji Pancernej (Ga’asz) i podlega Dowództwu Północnemu Sił Obronnych Izraela.
| Jednostki operacyjne: - 53 batalion pancerny (Sufa) - 71 batalion pancerny (Reshef) - 74 batalion pancerny (Sa’ar) - 188 kompania zwiadu pancernego (Sayeret 188) – jednostka sił specjalnych | Jednostki wsparcia: - 605 zmechanizowany batalion inżynieryjny (HaMahatz) - kompania przeciwpancerna |

## Uzbrojenie
Na uzbrojeniu 188 Brygady Pancernej znajdują się czołgi podstawowe Merkawa w wersji Mk 3.